# Енні Кларк
Енн Ерін Кларк (англ. Anne Erin Clark; нар. 28 вересня 1982, Талса, штат Оклагома, США), відома під псевдонімом St. Vincent — американська музикантка, співачка, композиторка, кінорежисерка. Її гру на гітарі високо оцінюють за мелодійний стиль і використання дисторшну, вона увійшла до списку найкращих гітаристів XXI століття за версією багатьох видань. 2023 року Кларк посіла 26 місце у списку найвидатніших гітаристів всіх часів за версією Rolling Stone.
St. Vincent виросла в Далласі, почала музичну кар'єру як учасниця гурту Th Polyphonic Spree. Вона також була учасницею гастрольної групи Суф'яна Стівенса, перш ніж заснувати власний гурт у 2006 році. Її дебютний сольний альбом Marry Me вийшов у 2007 році; за ним послідували альбоми Actor (2009) і Strange Mercy (2011). У 2012 році St. Vincent випустила альбом Love This Giant, записаний у співпраці з Девідом Бірном з Talking Heads. Її четвертий студійний альбом, St. Vincent (2014), отримав широке визнання сучасної критики і був названий альбомом року за версією Slant Magazine, NME, The Guardian та Entertainment Weekly. Вона співпрацювала з продюсером і автором пісень Джеком Антоноффом над альбомами Masseduction (2017) і Daddy's Home (2021), а також самостійно спродюсувала свій сьомий альбом All Born Screaming (2024).
St. Vincent продюсувала альбом Sleater-Kinney The Center Won't Hold 2019 року та стала співавторкою синглу номер один Billboard Hot 100 Тейлор Свіфт «Cruel Summer». Вона також зняла один із епізодів у фільмі жахів XX 2017 року, а також стала співавторкою і виконала головну роль у психологічному трилері The Nowhere Inn (2020).

## Дискографія
- Marry Me (2007)
- Actor (2009)
- Strange Mercy (2011)
- Love This Giant (2012; спільно з Девідом Берном)
- St. Vincent (2014)
- MASSEDUCTION (2017)
- Daddy's Home (2021)
- All Born Screaming (2024)